# Piper stupposum
Piper stupposum är en pepparväxtart som beskrevs av Albert Gottfried Dietrich. Piper stupposum ingår i släktet Piper och familjen pepparväxter. Inga underarter finns listade i Catalogue of Life.